# Cameron Henning
Cameron Henning (n. 24 noiembrie 1960, Edmonton, Alberta, Canada) este un înotător ce a reprezentat Canada, medaliat olimpic. A participat la o ediție a Jocurilor Olimpice (1984) în care a câștigat două medalii de bronz.